# Qualitative Comparative Analysis
Sotto il nome di QCA (Qualitative Comparative Analysis) vengono ricondotti una molteplicità di metodi e tecniche di comparazione, in uso prevalentemente nel campo della ricerca sociopolitica. La sua più recente propaganda è stata portata avanti da Charles Ragin (1987 - 2000), proponendone due versioni che qui riportiamo (csQCA e fsQCA).
Sviluppata a partire da alcune tecniche comparative delle scienze politiche (i metodi di John Stuart Mill; il most similar system e il most different system), la QCA, nella proposta di Charles Ragin, espande le possibilità di analisi della complessità causale su un numero di casi inferiore a quelli necessari per fare inferenza statistica.

## La Crisp-Set QCA (csQCA)
Nella prima e più semplice versione proposta da Charles Ragin, la QCA opera attraverso l'uso dell'algebra booleana e delle tavole di verità per ricostruire la complessità causale di alcuni fenomeni. In particolare la tavola di verità presenta in colonna le supposte condizioni del fenomeno indagato, in riga tutte le possibili combinazioni teoriche di presenza-assenza delle condizioni (configurazioni), mentre nell'ultima colonna viene riportato il valore di presenza-assenza empirica (osservata nella realtà) dell'outcome (l'effetto).
| {\displaystyle A} | {\displaystyle B} | {\displaystyle C} | {\displaystyle Y} |
| 0                 | 0                 | 0                 | 1                 |
| 1                 | 0                 | 0                 | 0                 |
| 0                 | 1                 | 0                 | 1                 |
| 0                 | 0                 | 1                 | 1                 |
| 1                 | 1                 | 0                 | 0                 |
| 1                 | 0                 | 1                 | 1                 |
| 0                 | 1                 | 1                 | 0                 |
| 1                 | 1                 | 1                 | 0                 |

Le modalità di presenza o assenza della condizione (A, B, C) e dell'outcome (Y) sono dicotomiche, come nella logica classica: 1 indica la presenza, 0 l'assenza. Il numero delle configurazioni teoriche è dato dal numero di condizioni che includiamo nell'analisi (se n è il numero delle condizioni, le configurazioni saranno {\displaystyle 2^{n}}). Già da ora possiamo intuire quali siano le differenza che passano tra una tavola di verità e una matrice dati: nella tavola, infatti, non abbiamo la frequenza di casi che corrisponde a ciascuna combinazione ma solo la presenza o l'assenza dell'outcome. Mancando l'informazione quantitativa, la QCA si propone quindi anzitutto come una tecnica di analisi qualitativa, che dà rilevanza alla presenza di una configurazione più che alla sua frequenza empirica. 
Con l'analisi delle tavole di verità si individuano tipi di relazioni che corrono tra condizioni e outcome. 
Attraverso l'uso di un software apposito [fs/QCA]( Archiviato l'8 luglio 2010 in Internet Archive.) basato sull'algoritmo di Quine – McCluskey, le tavole vengono minimizzate per rintracciare condizioni sufficienti, condizioni necessarie o complesse.
L'utilità della tecnica non sta pero nella ricerca di semplici condizioni sufficienti o necessarie, bensì nell'introduzione della “causalità congiunta”, che prevede l'inserimento nelle tavole non solo delle singole condizioni (convenzionalmente indicate con le lettere maiuscole dell'alfabeto latino) e delle loro negazioni (per le quali si usano le corrispondenti lettere minuscole), ma anche di combinazioni di condizioni. Si parla a proposito di condizioni INUS: Insufficient but Necessary part of an Unnecessary but Sufficient condition.
Un possibile esito dell'analisi delle condizioni sufficienti (non ricavato dalla tavola di verità sopra proposta) potrebbe allora essere:
```
                                 Ab + C → Y
```

dove A e b sono condizioni INUS, mentre la combinazione Ab e C sono sufficienti. Una piccola nota sulla formalizzazione delle soluzioni. Gli operatori “*” e “+” hanno un significato diverso da quelli dell'algebra classica: il “*” indica la congiunzione mentre il “+” la disgiunzione. La disgiunzione introduce quindi la possibilità dell’equifinalità: condizioni diverse conducono allo stesso outcome (nell'esempio Ab oppure C sono entrambe sufficienti per Y).

## La Fuzzy-Set QCA (fsQCA)
Forse il limite maggiore della csQCA deriva dal trattare come dicotomiche tutte le condizioni, non considerando la possibilità di posizioni intermedie. Dividere il mondo in due categorie crea alcuni problemi di ordine sostanziale (non tutto è dicotomico) e tecnico (dove mettere il confine tra appartenenza e non appartenenza? Specialmente nei fenomeni sociali è complicato  e forzoso pensare che la realtà si riduca a “nero o non nero”).
La proposta di Ragin (2000) è quella di adottare la logica fuzzy per espandere le possibilità offerte dalla QCA dicotomica. La Fuzzy-Sets Theory permette di esprimere l'appartenenza ad un concetto nell'intervallo di valori [0,1], ricavando in esso delle scale di appartenenza. Si individuano anzitutto delle ancore qualitative rappresentate dallo 0, dall'1 e dallo 0,5: il primo indica la completa non appartenenza del caso al concetto, il secondo la perfetta appartenenza e il terzo l'indifferenza. Fra lo 0,5 e l'1 si definiscono i gradi di appartenenza, viceversa tra lo 0 e lo 0,5 quelli di non appartenenza. 
Decidere quanti valori intermedi adottare è soprattutto una questione di trasparenza: in teoria possiamo definirne quanti vogliamo, l'importante è che riusciamo ad esprimere per ciascuno di questi l'etichetta verbale che li distingue. Quando diventa difficile farlo vuol dire che non c'è una apprezzabile differenza qualitativa tra un livello e l'altro. In genere si consiglia di non andare oltre 8 gradi. 
Quando calibriamo i valori, lo 0,5 non deve mai essere assegnato a nessun caso, in quanto non solo non ha valore sostanziale (non sappiamo dire se un caso appartenga o meno ad un concetto: quindi o non funziona il concetto o non abbiamo una buona conoscenza sul caso), ma nemmeno può essere trattato matematicamente, per via del fatto che un caso si troverebbe tra due configurazione senza appartenere a nessuna di queste.

## Consistenza, copertura elimited diversity
A volte l'analisi, anche con poche condizioni, restituisce risultati piuttosto complessi. Altre volte non si trovano condizioni perfettamente sufficienti o necessarie perché uno o pochi casi fanno eccezione. Il bilancio fra parsimonia e complessità è legato a quello della generalizzazione. La minimizzazione delle tavole di verità è affidata all'uso di un software [fs/QCA]: le soluzioni proposte sono accompagnate dai rispettivi valori di consistenza e copertura, sia delle singole condizioni sia della soluzione complessiva. Tali parametri ci forniscono una prima valutazione rispettivamente della correttezza e della ampiezza della nostra spiegazione, introducendo nel risultato una categoria di giudizio basata anche sulla numerosità dei casi inclusi e coperti dalla soluzione. La consistenza ci fornisce  l'entità dell'errore di verità che commettiamo nell'accettare una soluzione:
```
         Consistenza(Y≥X) = ∑ (min x,y)/∑ (x) per la sufficienza
```

```
         Consistenza(Y≤X) = ∑ (min X, Y)/∑(Y) per la necessità
```

essa è pari a 1 nel caso in cui non vi siano casi per i quali la soluzione non vale, mentre assume valori sempre più bassi (fino a 0) a seconda del numero di casi estremi che si presentano. Una condizione “quasi-sufficiente” può essere a volte più interessante di una perfettamente sufficiente quando, ad esempio, è più generalizzabile della seconda. Ma si dovrà riservare poi il compito di condurre uno studio di caso per coprire anche i casi non inclusi nella soluzione.
Il valore della copertura ci suggerisce quanta parte dell'effetto da spiegare abbiamo effettivamente spiegato:
```
           Copertura(Y≥X) = ∑ (min x,y)/∑ (y) per la sufficienza
```

Non ha senso calcolare la copertura per le condizioni necessarie, dato che per queste l'outcome è sempre presente mentre ciò che potrebbe non darsi (e quindi distruggere la necessità) è la condizione. Spesso buoni valori di consistenza e copertura non sempre sono conciliabili, ma dobbiamo scegliere se spiegare molto dell'effetto o avere una soluzione valida per molti casi. La scelta dipende dal ricercatore e dai suoi obiettivi.
Uno dei principali problemi (e limiti) della QCA è la limited diversity.
Se le configurazione della tavola di verità sono teoriche, cioè sono tipi ideali costruiti prima di cominciare la ricerca, e l'outcome è invece rilevato empiricamente, è molto frequente che vi siano righe della tavola a cui non corrispondano casi reali, per le quali non abbiamo un valore Immaginiamo per semplicità questo esempio con sole due condizioni:
A = “Avere un governo di sinistra”
B = “Avere un capo del governo donna”
e prendendo come outcome:
Y = “presenza di una legislazione per la regolamentazione delle unioni civili”
Se la nostra popolazione fosse composta dai paesi europei (EU15) avremo la seguente tavola di verità:
| {\displaystyle A} | {\displaystyle B} | {\displaystyle Y} |
| 1                 | 1                 | ?                 |
| 1                 | 0                 | 1                 |
| 0                 | 1                 | 1                 |
| 0                 | 0                 | 1                 |

Alla riga che corrisponde alla presenza di un governo di sinistra guidato da una donna non avremmo attualmente alcuna evidenza empirica che ci permetta di attribuire un valore all'outcome. Tuttavia dobbiamo arrivare comunque ad imputare un valore all'outcome perché sia possibile minimizzare la tavola e giungere a una qualche soluzione. Se siamo sicuri di non avere casi che coprano quella combinazione, abbiamo tre alternative possibili:
1. soluzione parsimoniosa: lasciamo che sia il software a compiere la scelta che, sulla base del metodo delle covariazioni, restituirà la soluzione più parsimoniosa (ci avviciniamo alle tecniche quantitative);
2. soluzione conservatrice: assegniamo valore 0 all'outcome, assumendo quindi che non esistano casi che avendo quella configurazione manifestino l'outcome;
3. soluzione teorica: riconduco le configurazioni mancanti alla teoria esistente per cercare di capire quale potrebbe essere l'outcome più probabile e lo assegno.